# Dan Meridor
Dan Meridor(în ebraică: דן מרידור, n. 23 aprilie 1947, Ierusalim, Palestina sub mandat britanic) este un politician israelian de centru, avocat de profesie.
Și-a început cariera politică în cadrul Mișcării Herut și a partidului Likud care a preluat puterea in Israel în 1977.  A fost deputat în Knesset în anii 1984-2003 și 2009-2013. Ulterior în anii 1990 a fost unul din fondatorii unui efemer partid de centru. După un deceniu a revenit în Likud și în parlament, după alegerile din 2009. Meridor a fost, în trecut, viceprim-ministru (2009-2013), ministru al justiției, al finanțelor, și ministru pentru serviciile de informatii si pentru energia nucleară. De asemenea a fost președintele Comisiei pentru afaceri externe a Knessetului.
În 2014 i-a succedat lui Avi Primor ca președinte al Consiliului Israelian pentru Relații Externe, un institut pentru probleme internationale aflat sub auspiciile Congresului Mondial Evreiesc.

## Biografie

### Copilărie și tinerețe
Meridor s-a născut la Ierusalim în 1947 ca fiul mai mare al lui Eliyahu Meridor, originar din Rusia, fost comandant în Irgun și deputat în Knesset din partea Mișcării Herut, precum și a Raananei Meridor, născută Tennenblatt,profesoară de greacă veche și latină la Universitatea Ebraică, originară din Austria. Părinții făceau parte din anturajul lui Menachem Beghin.
Meridor a copilărit în cartierul Rehavia din Ierusalim, vecin fiind cu familiile Netanyahu, Rivlin, Naor și altele. A studiat la Gimnaziul ebraic Rehavia. Părinții au vrut să-l înscrie în mișcarea de tineret Beitar, dar el a preferat mișcarea de cercetași (Hatzofim), unde s-a împrietenit cu viitorii politicieni Yossi Ahimeir și Uzi Landau.
După serviciul militar în forțele de blindate,cu care a luat parte la Războiul de Șase Zile pe frontul din Sinai.Meridor a studiat dreptul la Universitatea Ebraică, apoi a lucrat la biroul avocațial Haim Tzadok and Co.
În 1970 ca tanchist rezervist a luat parte la Operațiunea Kiton 10 în Podișul Golan în cadrul Războiului de uzură cu Siria.În octombrie 1973 Meridor a luat parte la Războiul de Iom Kipur în sudul Înălțimilor Golan. Tancul său a fost lovit și Meridor a fost rănit la o mână și evacuat în spital. La scurt timp după razboi și după ce s-a vindecat, a făcut un curs de ofițeri și în fruntea unui pluton a luptat in noul Război de uzură în enclava ocupată de Israel în Siria.  A terminat seviciul militar cu gradul de căpitan.

### Cariera politică
După ce a fost între anii 1982-1984 secretar de cabinet al premierilor Beghin si Itzhak Shamir, în 1984 Dan Meridor a fost ales în Knesset pe lista Likudului. A fost președinte a două din subcomisiile Knessetului
una din ele fiind Subcomisia pentru concepția securității și a construirii forței militare. În cadrul subcomisiei Meridor a formulat în 1986-1987 într-un document actualizarea concepției securității Israelului si a prezentat-o Statului Major condus de Dan Shomron.În 1998 ca președinte al subcomisiei Knessetului pentru armament neconvențional
s-a ocupat din nou cu acest subiect și în 2004 -2006 împreună cu 15 specialisti a prezentat guvernului și ministerului apărării raportul cu privire la actualizarea concepției de securitate a Israelului.
Meridor a adăugat la cele trei componente ale concepției securității Israelului,adoptate din timpul lui Ben  Gurion - disuasiune (hartaá), alerta (hatraá) și lovitura tranșantă (hakhraá), o a patra componentă, care i s-a părut importantă, cea a apărării - hitgonenut. Aceasta din urmă trebuia sa dea un răspuns adecvat în caz de atacuri asupra Israelului din țări îndepărtate care posedă rachete balistice, și din partea unor organizații teroriste ca de exemplu Hezbollah și Hamas. Mijloacele folosite trebuie să includă mijloace politice (ca față de Libia și Iran), mijloace militare defensive (ca de exemplu, rachetele de interceptare Hetz), mijloace militare ofensive (ca atacuri preventive în Irak și Siria) și protejarea  de atacuri a populației civile si întărirea capacitătii ei de reziliență. În 2011 a subliniat necesitatea apărării cetățenilor de tirurile indirecte ale organizațiilor de teroare care posedă un arsenal de rachete și katiușe (prin mijloace de apărare de tip Kipat Barzel (Cupola de fier)- Iron Dome și Praștia lui David - David's Sling) și în fața pericolului rachetelor antitanc cu rază lungă de acțiune, precum și necesitatea construirii unui bariere subterane impotriva tunelurilor săpate la frontiere de către dușmani.  
Adăugarea subiectului „apărare" reprezenta recunoașterea faptului că disuasiunea nu este întodeauna suficient de bună, și la fel si lovitura tranșantă și transferarea cât mai rapidă a luptei pe teritoriul dușmanului nu este uneori posibilă. 
Reales în Knesset în 1988 a servit in 1988-1992 ca ministru al justiției in guverne prezidate de Itzhak Shamir (guvernul de unitate națională în 1988-1990 și guvernul format de Likud în 1990-1992). În acea perioadă, în care Likudul era divizat în trei tabere - cea a lui Shamir și Moshe Arens, cea a lui David Levi și cea a lui Ariel Sharon, Meridor a făcut parte din tabăra lui Shamir și Arens.
A fost reales în Knesset și în 1992 si 1996 și în 1996 a fost numit ministru de finanțe în primul guvern Netanyahu.
Ca ministru de justiție, în 1992 Meridor a negociat cu partidele ultraortodoxe  și a reușit să promoveze Legea fundamentală: Onoarea și libertatea omului, în care a formulat pentru prima dată în scris definirea Israelului ca stat evreiesc și democratic.
Legea aceasta Meridor a considerat-o cea mai mare realizare a activității sale juridice. Pentru a asigura apărarea drepturilor omului în Israel legea aceasta a primit un statut special, în asa fel, încât orice lege care se afla în contradicție cu ea poate fi anulată (în afara de cazuri în care răspunde unor nevoi speciale, prevazute în legea fundamentală). Tribunalul suprem, în sentința cu privire la Banca Mizrahi, a recunoscut legii fundamentale un statut ca de constituție care stă deasupra unor legi obișnuite, de unde competența Curtii Supreme de a anula legi care îi contravin. Demersul aceasta, denumit de judecătorul Aharon Barak revoluție constituțională a fost obiectivul lui Meridor și a celorlalți susținători ai legii (Amnon Rubinstein,Uriel Lin etc), pentru ca Tribunalul Suprem să poată apăra drepturile cetățenesti prin intermediul Legii fundamentale:Onoarea și libertatea omului, și ulterior printr-o lege fundamentală suplimentară:Libertatea ocupației, care a primit un statut identic.
În zilele Primei Intifade, Meridor a definit regulamente actualizate pentru deschiderea focului de armă, conform cu principiile dreptului internațional și Convenției de la Geneva]. El a promovat numirea lui Dorit Beinish ca procuroare a statului.  precum și numirea judecatorului Mishael Hashin în Curtea Supremă, a sprijinit scurtarea pedepselor de închisoare a membrilor rețelei subterane evreiesti din Cisiordania ,</ref> Akiva Eldar - Rețeaua subterană evreiască - </ref> care au fost condamnati pentru acte de teroare contra arabilor din teritoriile ocupate și a sprijinit tentativa de negocieri cu regimul Hafez al-Assad din Siria, care, în cele din urmă, au avut loc în cadrul Conferinței de la Madrid.  
A rămas fidel ideologiei lui Zeev Jabotinski, spunând:
„În miscarea Herut,în afara valorii integritătii Țării lui Israel, mai exista ceva, egal ca însemnătate: atașamentul față de (învățătura lui n.n.) Jabotinski:justiția și egalitatea[...] omului - mai presus de stat”
După mai multe divergențe cu Netanyahu, Meridor a părăsit guvernul în iunie 1997. Imaginea sa publică a fost lezată în acea perioadă, fiind comparat cu Hamlet pentru atitudinea sa, considerată șovăitoare, si în urma unor ridiculizări în emisiunea populară satirică de televiziune Hartzufim. . 
În 1998, împreună cu mai mulți reprezentanți ieșiți din Likud și din Partidul Muncii a cofondat Partidul de Centru. Din 1999 a fost deputat în Knesset din partea acestui partid, și a fost numit președinte al comisiei Knessetului pentru afaceri externe și apărare. După urcarea la putere a lui Ariel Sharon în 2001, Meridor a fost numit ministru fără portofoliu.
În 2003 nu a mai fost ales în Knesset și a devenit președinte al Fundației Ierusalim.
În preajma alegerilor din 2006 Meridor a sperat să candideze pe lista lui Sharon, Kadima, dar includerea sa a fost respinsă de fiii lui Sharon, Ghilad si Omri. El a revenit atunci în Likud și s-a clasat pe locul 17 pe lista acestui partid la alegerile din 2009. Cum Likudul a obținut 27 mandate, Meridor s-a întors în Knesset. În guvernul format de Netanyahu a fost numit viceprim-ministru și ministru pentru serviciile de informații și energia nucleară.
În alegerile interne  ("primaries") din Likud din 2013 nu a a fost ales pe un loc real și a trebuit să părăsească Knessetul.
În 2023 Meridor a sprijinit mișcarea de protest împotriva reformei judiciare radicale promovate de ministrul de justiție Yariv Levin și de guvernul Netanyahu, afirmând ca ea ciuntește atribuțiile autoritătii judecătorești și permite guvernului să acționeze fără critici și fără frâne.

### Viața privată
Meridor este căsătorit cu Liora, economistă, care a ocupat mai multe posturi in Banca Israel, în sectorul particular si sponsorizat de guvern. 
Ei au patru copii. Fiul lor, Shaul Meridor a fost  până în 2020 director adjunct al secției de alocații al Ministrul de Finante.  
Meridor are trei frati mai mici: Haggit Hurvitz, medic de copii,șefă de secție de pediatrie la Spitalul Bikur Holim din Ierusalim, Avital Darmon, directoare undei societăți de cercetări aplicate în educație, si Sallai Meridor, care in 1999-2005 a fost președintele Agentiei Evreiești iar după 2006 a fost ambasador al Israelului la Washington.